# Ernst Kuipers
Ernst Johan Kuipers (Meppel, 14 december 1959) is een Nederlands voormalig politicus namens D66, voormalig hoogleraar, bestuurder en niet-praktiserend arts. Vanaf 10 januari 2022 tot 10 januari 2024 was hij minister van Volksgezondheid, Welzijn en Sport (VWS) in het kabinet-Rutte IV. In de periode 2000-2012 was hij hoogleraar gastro-enterologie en van 2013 tot januari 2022 bestuursvoorzitter van het Erasmus MC. Sinds 2022 is hij lid van politieke partij Democraten 66 (D66).

## Loopbaan

### Wetenschap
Na het afronden van het gymnasium aan het Emelwerda College in Emmeloord (1972-1978), studeerde Kuipers aan de Rijksuniversiteit Groningen waar hij een propedeuse in scheikunde behaalde in 1978. Daarna ging hij aan dezelfde universiteit geneeskunde studeren waar hij in 1986 zijn artsendiploma behaalde. Zijn specialisatie tot internist volgde hij aan het Deventer Ziekenhuis en het UMCG van 1986 tot 1991. Hij koos daarna voor een opleiding tot MDL-arts aan het VUmc (1991-1994) en promoveerde cum laude in 1995 aan de Vrije Universiteit Amsterdam op onderzoek naar het ontstaan rmaagkanker. Na een postdoc in Nashville werd hij in 2000 benoemd tot hoogleraar gastro-enterologie aan de Erasmus Universiteit Rotterdam en werd afdelingshoofd MDL van het Erasmus MC. In 2006 werd Kuipers daarnaast benoemd tot afdelingshoofd interne geneeskunde.
Op 1 december 2012 werd Kuipers lid van de raad van bestuur van het Erasmus MC en vanaf 15 maart 2013 tot januari 2022 was hij voorzitter.
In 2019 verliep zijn BIG-registratie als gevolg waarvan hij niet langer praktiserend arts is.
Kuipers is een van de initiatiefnemers voor een opzet van het Nederlands bevolkingsonderzoek naar darmkanker, dat in 2014 van start is gegaan.
In 2016-2018 was Kuipers voorzitter van de Nederlandse Federatie van Universitair Medische Centra (NFU).

### Coronapandemie
Tijdens de coronacrisis in Nederland in 2020-2021 verkreeg Kuipers bekendheid als voorzitter van het Landelijk Netwerk Acute Zorg. Hij was de initiatiefnemer van het Landelijk Coördinatiecentrum Patiënten Spreiding dat tijdens de coronacrisis zorg droeg voor de landelijke spreiding van COVID-19-patiënten over de beschikbare ic-bedden. Ook gaf hij publiekelijk voorlichting over de anti-coronamaatregelen. 

### Ministerschap
Al in 2020 gaf Kuipers aan een ministerschap serieus te overwegen. In 2021 leverde hij naar eigen zeggen input op het verkiezingsprogramma van D66 voor de Tweede Kamerverkiezingen 2021. Aan het eind van de kabinetsformatie werd Kuipers gevraagd door D66 om minister van Volksgezondheid, Welzijn en Sport te worden in kabinet-Rutte IV. Nadat hij voor deze functie gevraagd was, werd hij lid van D66.
Kuipers vroeg op 10 januari 2024 per direct ontslag aan als minister van Volksgezondheid, Welzijn en Sport in verband met de aanvaarding van een buitenlandse functie. Daartoe werd hem door de koning op 12 januari met terugwerkende kracht per 10 januari ontslag verleend.

### Terug in de wetenschap
Kuipers werd per 1 mei 2024 benoemd tot vicepresident van de onderzoeksafdeling aan de Nanyang Technological University in Singapore. Ook werd hij er aangesteld als bijzonder hoogleraar.

## Privé
Met zijn ouders en vier jongere broers groeide Kuipers op in Creil. Zijn vader was werkzaam als apotheekhoudend huisarts aldaar. Zijn moeder nam het werk in de apotheek, het gezin en het huishouden op zich.
Kuipers is getrouwd en heeft vier zonen. Naast zijn werk houdt hij zich bezig met onder andere hardlopen en lezen.
- Bibsys: 12032173
- Gemeinsame Normdatei: 13781061X
- International Standard Name Identifier: 0000 0001 2357 7556
- Library of Congress Control Number: n2011182961
- Nederlandse Thesaurus van Auteursnamen: 139217819
- ORCID: 0000-0002-0633-3098
- Parlement.com: vlp7d6vlebzg
- ResearcherID: H-3293-2019
- Virtual International Authority File: 173465219
- WorldCat: E39PBJmtBQgM6gXp6RwGxQfpfq